# 裂腹楚克拉虫
裂腹楚克拉虫（学名：Zschokkella schizothoraxi）为两极科楚克拉虫属的动物。在中国，分布于四川等，营寄生生活，寄生在短须裂腹鱼的胆囊。